# Storsveenfjellet
Storsveenfjellet är ett berg i Antarktis. Det ligger i Östantarktis. Norge gör anspråk på området. Toppen på Storsveenfjellet är 1 900 meter över havet.
Terrängen runt Storsveenfjellet är kuperad åt sydost, men åt nordväst är den platt. Trakten är obefolkad. Det finns inga samhällen i närheten. 